# شميت
شميت (بالألمانية: SCHMIDT)‏ هي عازفة الجاز ألمانية، ولدت في 14 فبراير 1990 في كوبلنتس في ألمانيا.

## وصلات خارجية
- الموقع الرسمي
- شميت على موقع IMDb (الإنجليزية)
- شميت على موقع ميوزك برينز (الإنجليزية)
- شميت على موقع ديسكوغز (الإنجليزية)
- شميت على موقع ديسكوغز (الإنجليزية)
- شميت على موقع قاعدة بيانات الفيلم (الإنجليزية)